# Carmenta anthracipennis
Carmenta anthracipennis (tên tiếng Anh: Liatris Borer Moth) là một loài bướm đêm thuộc họ Sesiidae. Nó được miêu tả bởi Boisduval năm 1875, và được tìm thấy ở Hoa Kỳ, bao gồm Florida, Texas, Massachusetts và Illinois.
Ấu trùng đục thân các loài Liatris.